# Ивошкайте, Диана
Диана Ивошкайте (в замужестве Пажерене; лит. Diana Ivoškaitė, Diana Pažėrienė, род. 25 сентября 1985, Электренай) — литовская шахматистка.

## Биография
Окончила факультет экономики и управления Каунасского технологического университета. Проходит службу в Добровольческих силах охраны края (2-й отряд округа имени С. Дарюса и С. Гиренаса).
В 2007 г. участвовала в выборах депутатов муниципального совета Электренского самоуправления от политического объединения «Союз Отечества — Литовские христианские демократы».

### Семья
Замужем за Линасом Пажерой, офицером, командиром роты. Есть дочь Ругиле.

### Шахматная карьера
Серебряный призер чемпионата Литвы 2004 г. (разделила 1—2 места с Д. Батите и уступила ей по дополнительным показателям).
В составе сборной Литвы участница шахматной олимпиады 2004 г.
Участница юношеского чемпионата мира 2001 г. (в категории до 16 лет).
Победительница чемпионата полиции и армии Литвы 2009 г.
Бронзовый призер Кубка прокуратуры Литвы 2012 г.
Серебряный призер чемпионата СО «Жальгирис» 2013 г.

## Основные спортивные результаты
| Год  | Город            | Соревнование                            | + | − | = | Результат | Место |
| ---- | ---------------- | --------------------------------------- | - | - | - | --------- | ----- |
| 2001 | Оропеса-дель-Мар | Юношеский чемпионат мира (до 16 лет)    |   |   |   |           | [ 9 ] |
| 2003 | Паневежис        | Чемпионат Литвы                         |   |   |   | 5 из 9    | 7—11  |
| 2004 | Шяуляй           | Чемпионат Литвы                         |   |   |   | 7 из 9    | 1—2   |
|      | Кальвия          | XXI Олимпиада (сборная Литвы, запасная) | 6 | 4 | 1 | 6½ из 11  |       |
| 2009 |                  | Чемпионат полиции и армии Литвы         |   |   |   |           | 1     |
| 2012 | Вильнюс          | Кубок прокуратуры Литвы                 |   |   |   |           | 3     |
| 2013 | Алитус           | Чемпионат СО «Жальгирис»                |   |   |   |           | 2     |